# Oncocnemis fuscopicta
Oncocnemis fuscopicta är en fjärilsart som beskrevs av Edward P. Wiltshire 1976. Oncocnemis fuscopicta ingår i släktet Oncocnemis och familjen nattflyn. Inga underarter finns listade i Catalogue of Life.